# Frederik Eitel Frederik van Zollern
Eitel Frederik van Zollern (1454 - 27 juni 1490, Montfoort) was de derde zoon van Joost Nicolaas van Zollern en Agnes Werdenberg-Sargans. Hij was een trouw medewerker van Maximiliaan van Oostenrijk en volgde hem naar de Nederlanden. Hij werd graaf van Hohenzollern nadat zijn oudere broers en zijn vader overleden waren. In 1488 volgde hij Filips van Kleef op als admiraal, nadat Filips de zijde van de opstandelingen had gekozen in de Vlaamse opstand tegen Maximiliaan. Hij kwam om bij Montfoort.